# Auer Mühlbach
L’Auer Mühlbach est un ruisseau d’environ sept kilomètres de long, alimenté par les eaux de l’Isar  et aujourd’hui largement canalisé, dans le sud de la ville de Munich. Il s'étend à l'est du bras principal de l'Isar et est classé comme plan d'eau de troisième classe avec un flux entrant et sortant constant de 10 mètres cubes par seconde.

## Histoire

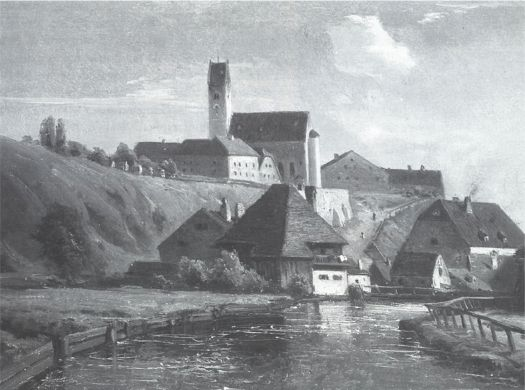
Auer Mühlbach à Giesing vers 1850

Bien avant la fondation « officielle » de Munich, la force hydraulique de l'Isar servait à faire fonctionner des moulins. Depuis l'Isar jusqu'à la régulation sévère opérée au XIXè siècle, c'était une rivière de montagne sauvage qui changeait fréquemment de cours et avait de fortes fluctuations de niveau, de sorte que les roues du moulin n'étaient pas seulement construites dans la région de Munich sur le bras principal imprévisible, mais sur un bras latéral réglable, dérivé artificiellement avec un débit d'eau aussi constant que possible, le Mühlbach. La première mention écrite du ruisseau et d'un moulin à Kiesingenum (aujourd'hui Untergiesing) se trouve dans un document de l'année 957.
Dans la première moitié du XIVe siècle, le premier grand barrage de l'Isar est construit au sud de Munich au niveau de la Marienklause sur la rive est escarpée de l'Isar, forçant la rivière vers l'ouest afin de répondre aux besoins en eau de la ville en expansion. À l'époque, une vanne dans le déversoir régulait l'afflux vers l'Auer Mühlbach.
En plus de la force motrice des moulins à grain, des moulins à marteaux et des moulins à foulon, des scieries et des broyeurs, le Mühlbach et les autres ruisseaux de la ville fournissaient également de l'eau pour la maison et le jardin, pour les teintureries et les tanneries et pour éteindre les incendies dangereux qui étaient autrefois fréquents. En même temps, les ruisseaux servaient à évacuer les excréments et les déchets de toutes sortes.
L'Isar dans la zone urbaine actuelle de Munich était une rivière de montagne jusqu'à la fin du XIXe siècle, avec un lit relativement large, son parcours variant constamment, avec de nombreuses îles de gravier et des bras latéraux. L'Auer Mühlbach est une partie ancienne de l'Isar qui a été de plus en plus réglementée et canalisée au cours des siècles. Depuis 1330, à l'apogée de l'actuelle Marienklause, le premier grand déversoir a été construit pour orienter l'eau de l'Isar vers l'ouest pour répondre aux besoins de la ville en pleine croissance, le ruisseau de l'Auer Senkbaum bifurquait de la rive est de l'Isar par une écluse en face du terre-plein central actuel.
Comme d'autres cours d'eau de la ville de Munich, l'Auer Mühlbach était canalisé et partiellement pourvu de couvertures en béton. Ce n'est qu'au cours du mouvement écologiste des dernières décennies que des tentatives ont été faites pour inverser cette tendance, et dans le cas de l'Auer Mühlbach, cela a réussi. Le plan d'eau peut être revu après l'an 2000 après le retrait des couvertures en béton.

### Dérivation de l'Isar-Werkkanal

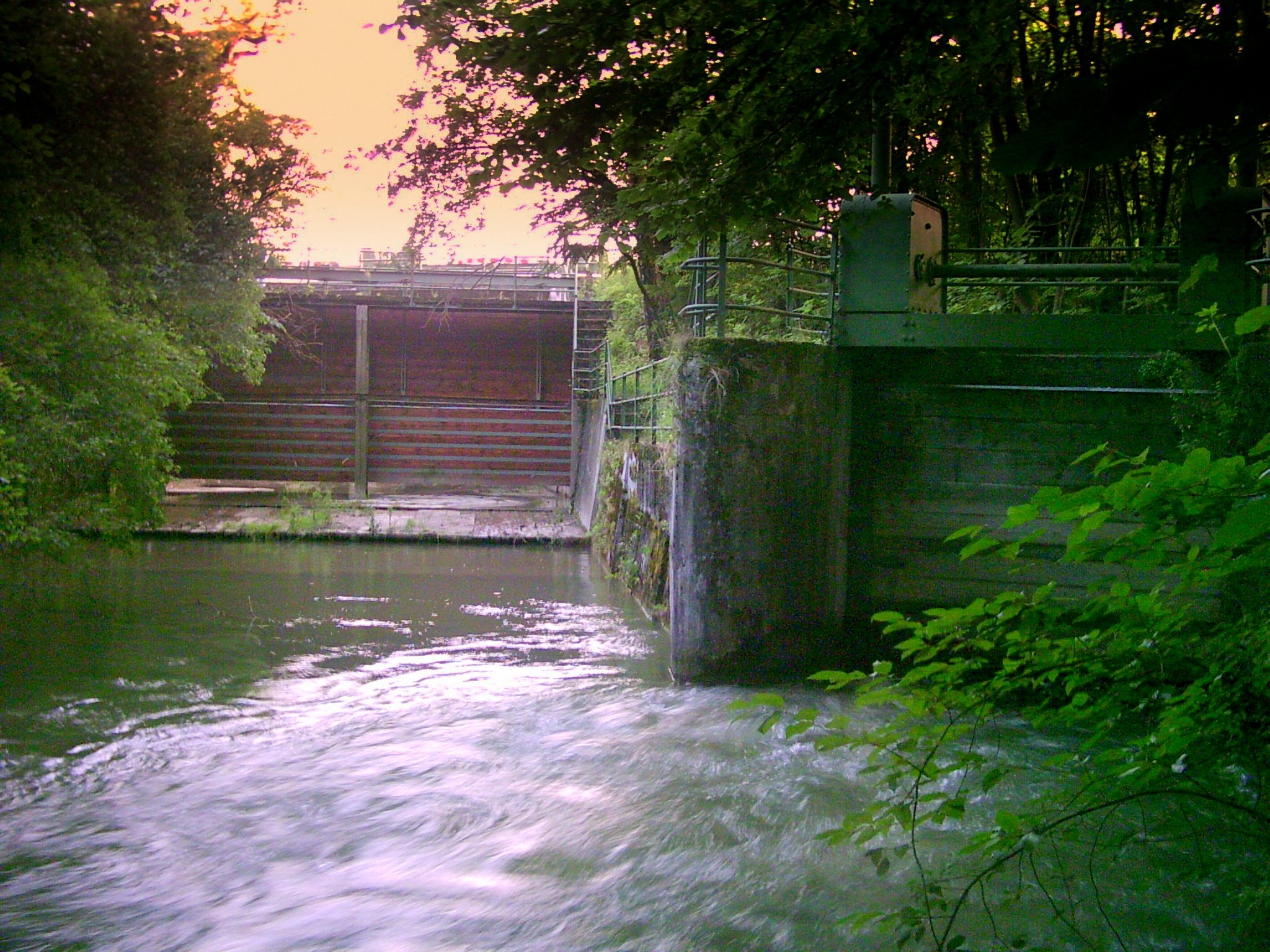
Sortie de l'Auer Mühlbach du ponceau sur la photo de droite, en arrière-plan l'écluse sèche de l'Isar

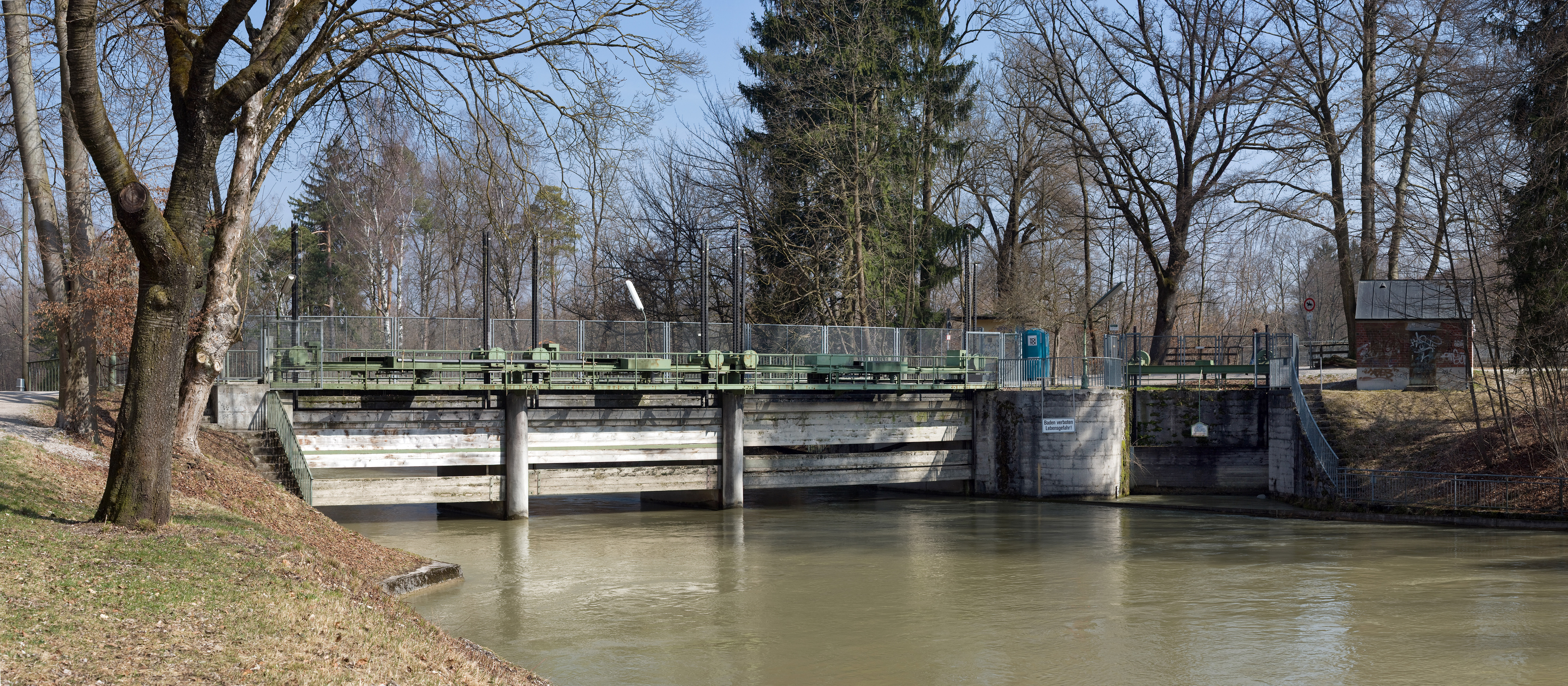
Dérivation de l'Auer Mühlbach au système de déversoir dans l'Isar-Werkkanal

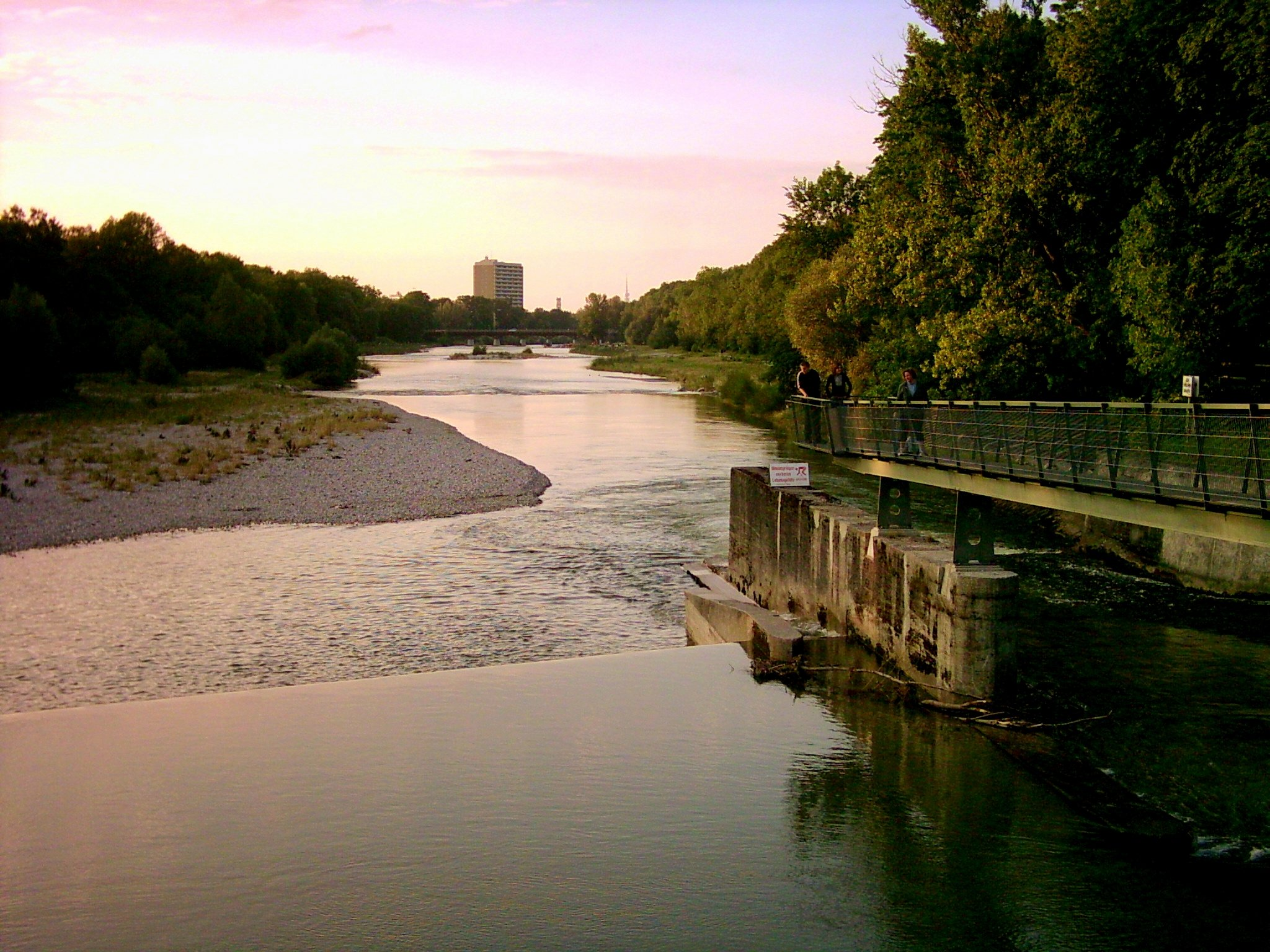
Le bord de la cascade montre le cours du ponceau

Afin de répondre à la demande croissante d'électricité de la ville, l'Isar-Werkkanal a été construit à l'ouest parallèlement à l'Isar de 1905 à 1907, grâce auquel le potentiel de l'Isar pourrait être utilisé pour de plus grandes centrales hydroélectriques. Depuis la construction de la centrale électrique Isarwerk 1 en 1906, l'Auer Mühlbach se trouve à proximité des débarcadères du fleuve.

### Cours complémentaire

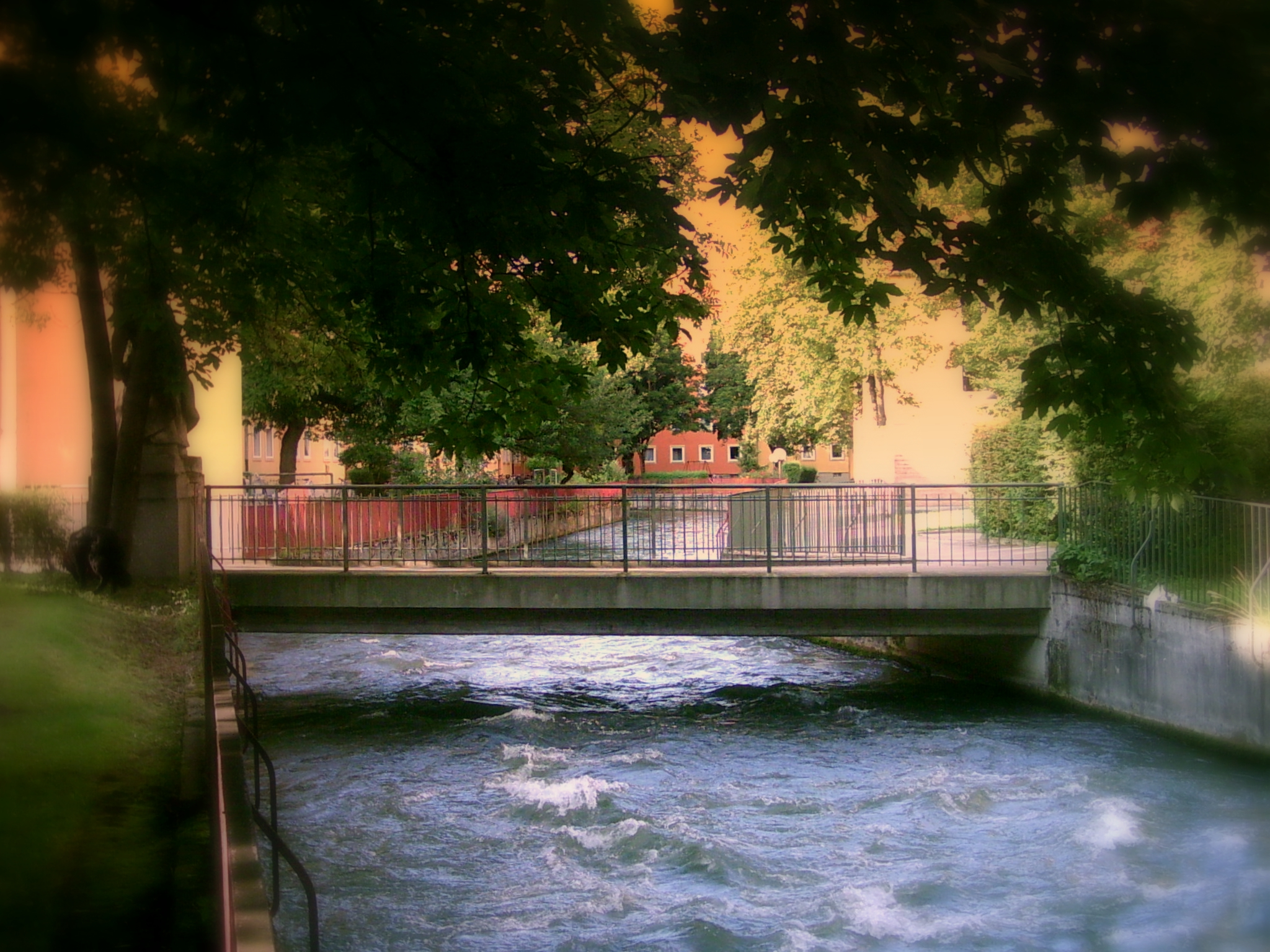
L'Auer Mühlbach canalisé à Untergiesing

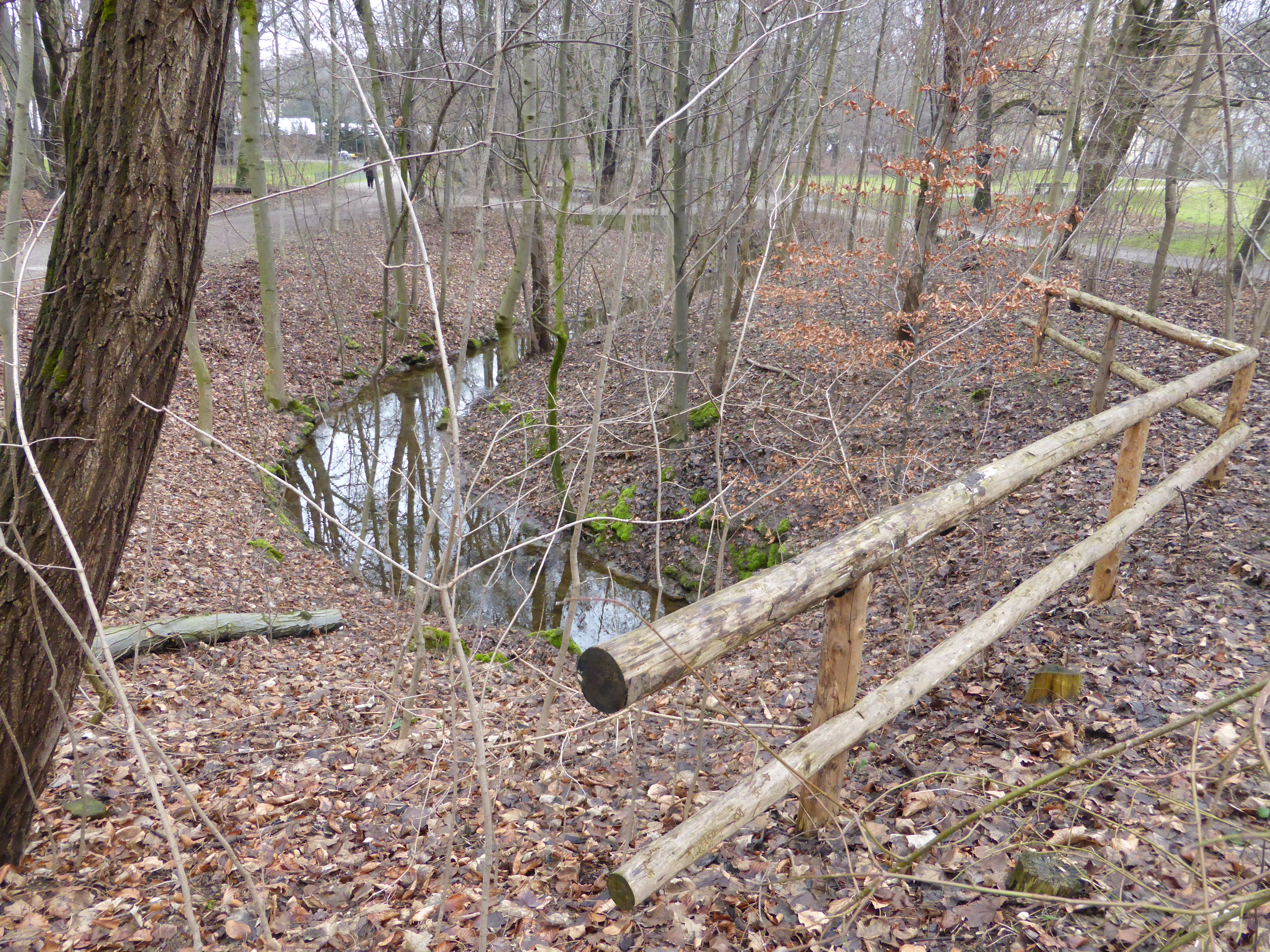
Freibadbächl dans les jardins printaniers

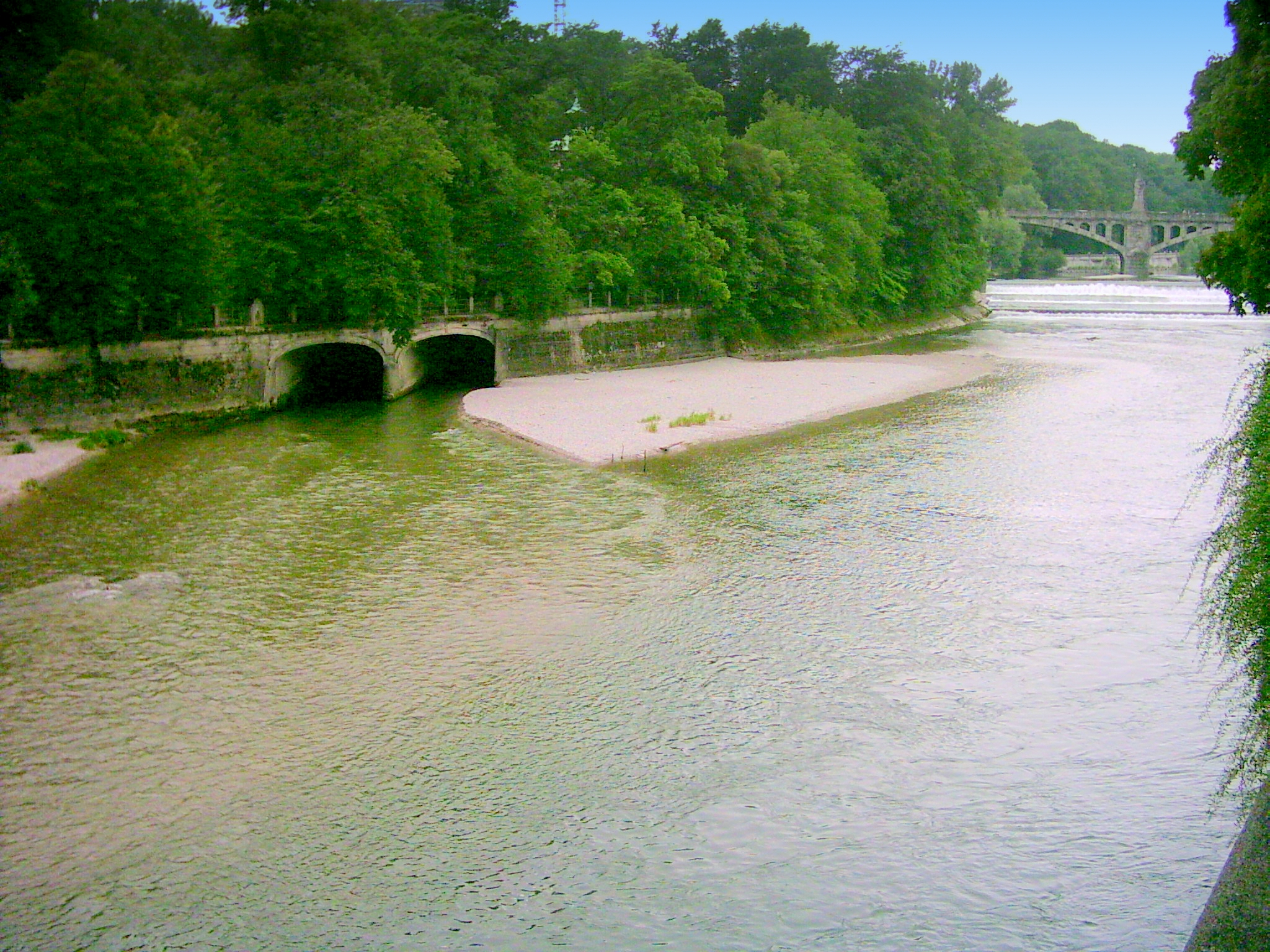
Embouchure de l'Auer Mühlbach (à gauche) dans l'Isar (à droite)

Dans le zoo de Munich, qui peut couvrir ses besoins en eau en grande partie indépendamment d'un grand nombre de sources d'eau souterraine et à flanc de colline, l'Auer Mühlbach offre un foyer à un grand nombre d'espèces animales et végétales dans de nombreux biotopes.
Après avoir quitté le zoo, le ruisseau coule plus au nord à travers Siebenbrunn entre le bord inférieur de la pente et les lotissements, en passant par la Kraemer'sche Kunstmühle et la centrale électrique de Bäckermühle. À Untergiesing, il est enterré pour la première fois.
L'autre parcours de l'Auer Mühlbach mène (en partie construit) à travers les quartiers d'Untergiesing et d'Au.
À l'origine, le Mühlbach refluait dans l'Isar en face de l'île Prater. Cependant, depuis son extension en 1893, il est canalisé parallèlement à l'Isar, coule un peu sous le Maximilianswerk et s'écoule à mi-chemin entre le Maximiliansbrücke et le Luitpoldbrücke juste en aval du Maximilianswerk et la pointe nord du Praterinsel dans l'Isar.

## Utilisation
Aujourd'hui encore, l'Auer Mühlbach est utilisé pour produire de l'énergie. Jusqu'à sa fermeture en 2007, la Kraemer'sche Kunstmühle utilisait l'énergie hydraulique pour produire environ un quart de l'énergie électrique dont elle avait besoin. Aujourd'hui, l'énergie est injectée dans le réseau électrique. La centrale électrique Bäckermühle, la centrale électrique de Muffatwerk et la Maximilianswerk fournissent de l'énergie électrique
En contrebas du Nockherberg se trouve un autre déversoir avec une turbine Jonval. La turbine à eau entraîne un refroidisseur à partir de 1880. La machine a été utilisée pour le refroidissement des locaux de la brasserie Paulaner jusqu'en 1971. Aujourd'hui, il ne fonctionne qu'à des fins de démonstration.

## Littérature
- Bâtiment à Munich 1960 à 1970, publié par le service du bâtiment de la ville de Munich : Justification de la fermeture des cours d'eau de la ville.
- Helmut Lindner : Vieux villages de la rive droite de l'Isar aux portes de Munich. Giesing, Au, Haidhausen. Avec Munich pendant 125 ans, 1854–1979 , Munich 1979, 207 pages, avec illustrations. Bibliothèque Monacensia #16,723
- Michael Dosch : Projet de régulation de l'Isar et de développement des quartiers de la ville d'Au, Munich 1897. Monaco 2° lun. 59
- Josef Freudenberger : De l'histoire de l'Au (Munich). Le vieil Au, Munich 1927, 256 pages, avec illustrations. Monaco 8° Lu. 3.339
- Josef Freudenberger : De l'histoire de l'Au. Principalement l'histoire de l'Au depuis le début du 19ème siècle. Siècle jusqu'à l'incorporation à Munich, Munich 1913, 220 pages, avec illustrations. Monaco 8° lun. 25.
- Anselm Martin: Topographie et statistiques du tribunal de district KB Au près de Munich, Munich 1837. Monaco 8° lun. 316
- Martin Reinkowski : L'Au vers 1900. Banlieue entre Moyen Âge et Modernité, Munich 1987, 96 pages, avec illustrations (catalogue d'exposition). Monacensia lun. 19.277.
- Hermann Wilhelm : Dans la banlieue munichoise d'Au, Munich 2003, 144 pages, avec illustrations.
- Thomas Will (Université technique de Munich/Chaire de conception et de préservation des monuments) : The Auer Mühlbach. La conception architecturale comme interprétation du lieu. Projets d'étude pour un ruisseau de la ville de Munich, Munich 1984. 127 pages, avec illustrations
- Christine Raedlinger : Histoire des ruisseaux de la ville de Munich. Publié par Munich City Archives, Franz Schiermeier Verlag Munich 2004,  (ISBN 978-3-9809147-2-7).
- Peter Klimesch : Down in the green Au. Nockherstrasse à travers les âges. Norderstedt 2014.  (ISBN 978-3-7357-4929-1).

## Liens
- (de) Cet article est partiellement ou en totalité issu de l’article de Wikipédia en allemand intitulé « Auer Mühlbach » (voir la liste des auteurs).

1. ↑  Thomas Kronewiter: Nonnen verhindern durchgehenden Fußweg am Auer Mühlbach. Süddeutsche Zeitung, 29. November 2015